# Maison-Roland
Maison-Roland è un comune francese di 100 abitanti situato nel dipartimento della Somme nella regione dell'Alta Francia.

## Storia

### Simboli
Il comune non ha adottato nessuno stemma ufficiale. È presente sul web una versione mai approvata dalla giunta municipale.

## Società

### Evoluzione demografica
Abitanti censiti